# Limfrösläktet
Limfrösläktet (Collomia) är ett släkte i familjen blågullsväxter. Några arter odlas om ettåriga trädgårdsväxter i Sverige.
Arter enligt Catalogue of Life:
- Collomia biflora
- Collomia diversifolia
- Collomia grandiflora
- Collomia heterophylla
- limfrö (Collomia linearis)
- Collomia macrocalyx
- Collomia mazama
- Collomia rawsoniana
- Collomia renacta
- Collomia tenella
- Collomia tinctoria
- Collomia tracyi
- Collomia wilkenii

## Bildgalleri

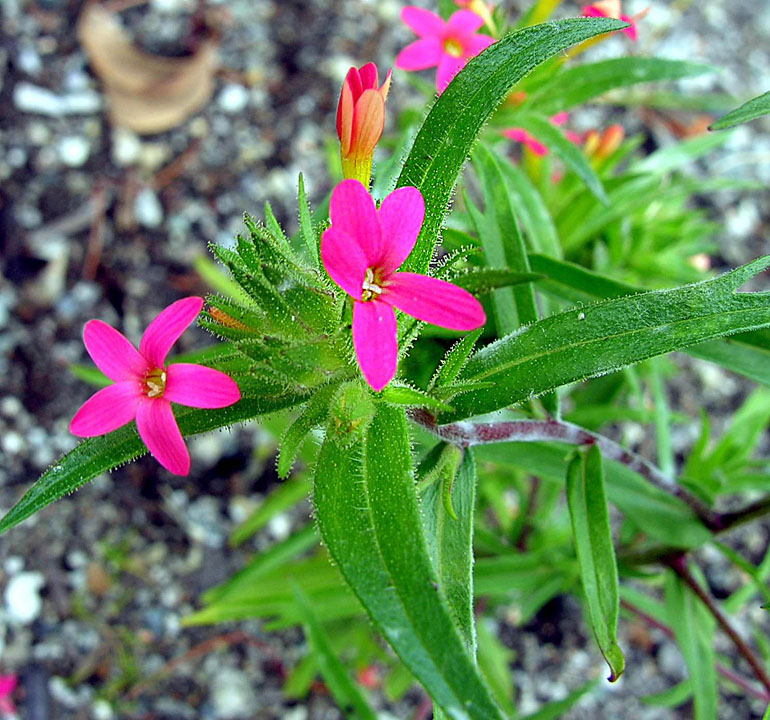
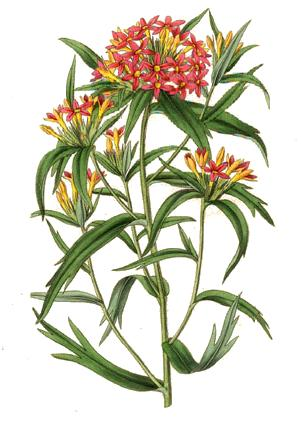
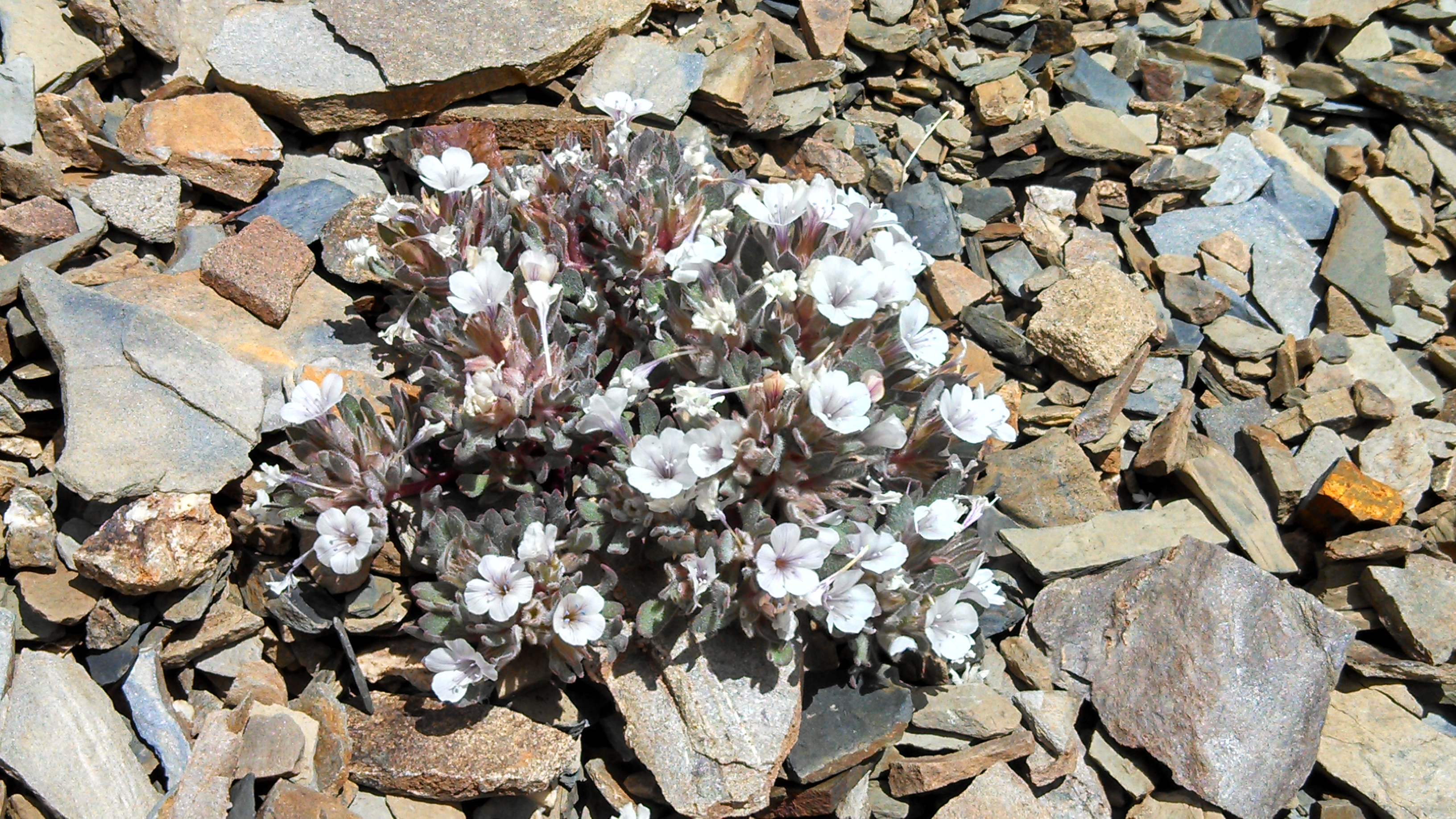
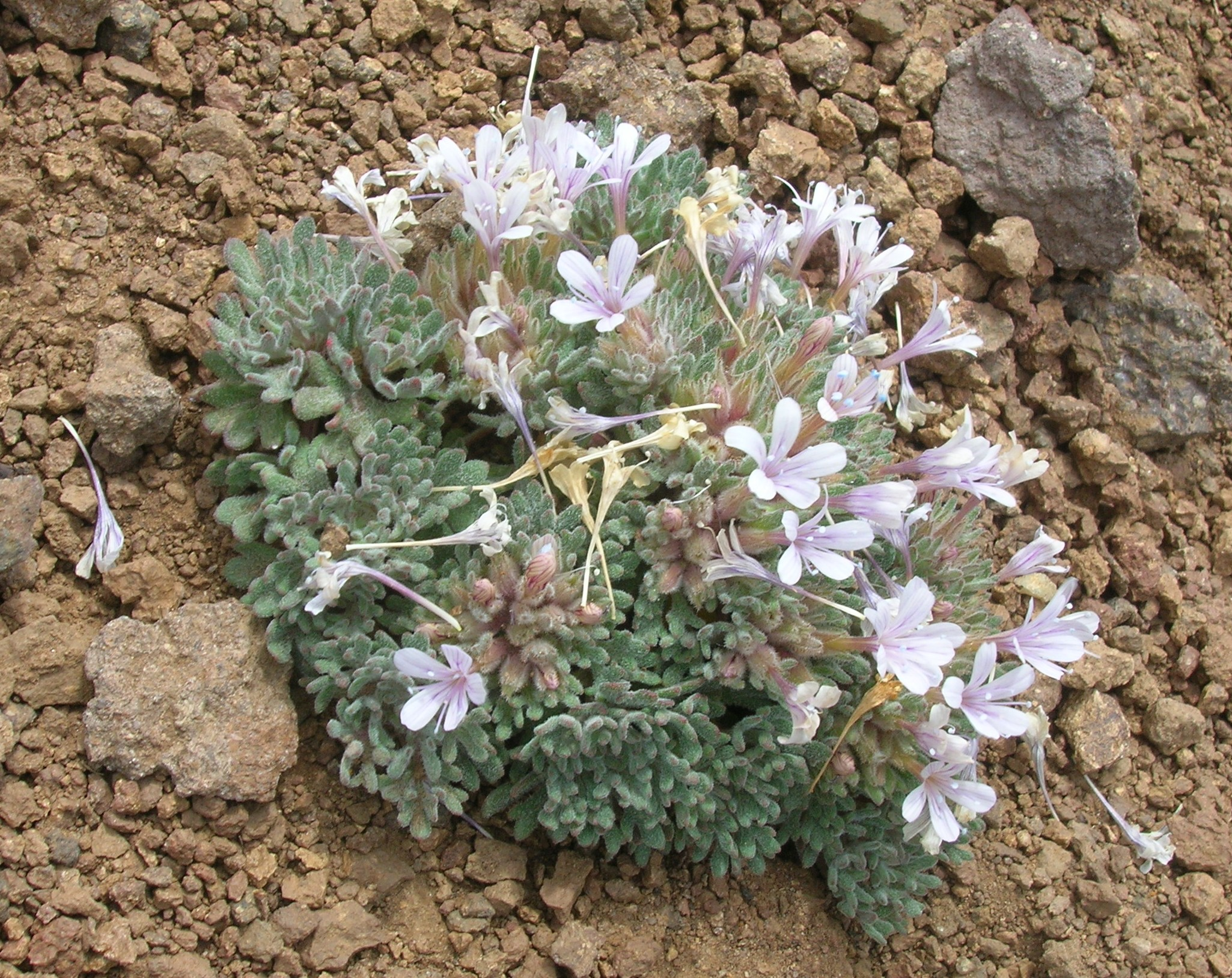
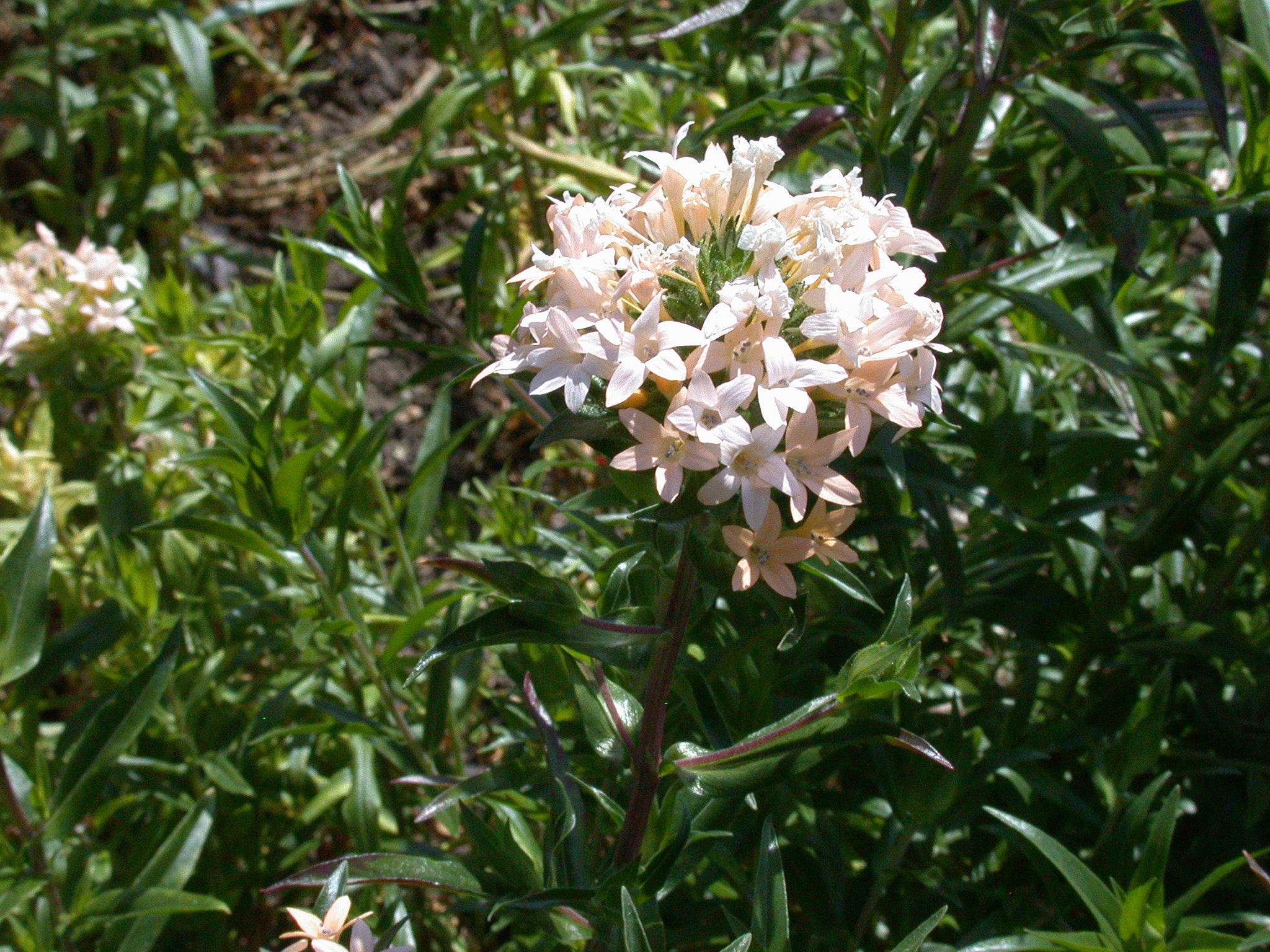
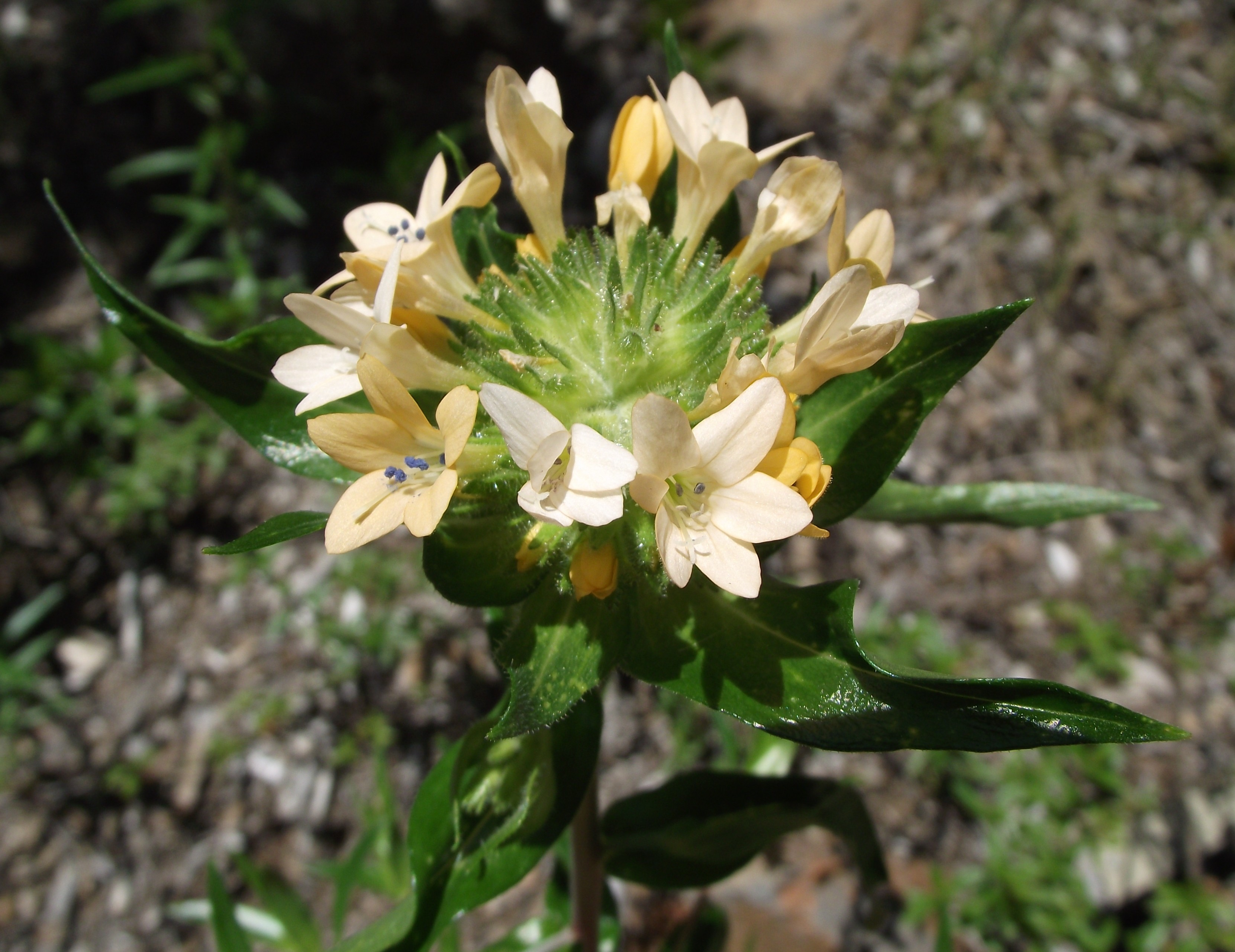